# Micromitrium laxo-torquatum
Micromitrium laxo-torquatum là một loài rêu trong họ Orthotrichaceae. Loài này được (Müll. Hal. ex Besch.) Paris mô tả khoa học đầu tiên năm 1905.